# Gary Marks
Gary Wolfe Marks (* 7. September 1952 in London) ist ein britisch-US-amerikanischer Politologe.

## Leben
Er absolvierte einen B.Soc.Sc. an der Birmingham University und einen M.A. 1974 in Politikwissenschaft an der University of California, Santa Barbara. 1982 promovierte er in Politikwissenschaft an der Stanford University. Er war Schüler von Seymour Martin Lipset und Gabriel Almond.
Marks nahm 1982 eine Tenure-Track-Position an der University of Virginia an. 1986 wechselte Marks zu University of North Carolina at Chapel Hill, wo er 1989 Associate Professor, 1994 Full Professor und 2004 Burton Craige Distinguished Professor wurde. Von 2004 bis 2016 war Marks außerdem Inhaber des Lehrstuhls für Multilevel Governance an der Vrije Universiteit Amsterdam.
1999 heiratete Marks die belgische Politikwissenschaftlerin Liesbet Hooghe, mit der zusammen er das Konzept Multilevel Governance entwickelte.

## Schriften (Auswahl)
- Unions in politics. Britain, Germany and the United States in the nineteenth and early twentieth centuries. Princeton 1989, ISBN 0-691-07801-7.
- als Herausgeber mit Christiane Lemke: The crisis of socialism in Europe. Durham 1992, ISBN 0-8223-1197-6.
- als Herausgeber mit Larry Diamond: Reexamining democracy. Essays in honor of Seymour Martin Lipset. Newbury 1992, ISBN 0-8039-4641-4.
- als Herausgeber mit Fritz W. Scharpf, Philippe C. Schmitter und Wolfgang Streeck: Governance in the European Union. London 1996, ISBN 0-7619-5134-2.
- mit Liesbet Hooghe: Multi-level governance and European integration. Rowman & Littlefield Publishers, Lanham 2001, ISBN 0-7425-1019-0.